# Futa Nakamura
Futa Nakamura (中村風太, Nakamura Futa), né le 19 octobre 1991 à Sakura (Chiba) est un catcheur japonais qui travaille à la Dragon Gate sous le nom de Ben-K.

## Carrière

### Dragon Gate (2016-...)

#### Debut (2015-2016)
Lors de Gate of Destiny 2016,il obtient une grande victoire quand lui et les autres recrues de sa classe Hyou Watanabe et Shun Watanabe battent Over Generation (Kaito Ishida, Punch Tominaga et Takehiro Yamamura).

#### Ben-K (2016-...)
Le 20 mars, lui, Naruki Doi et Big R Shimizu battent VerserK (Shingo Takagi, T-Hawk et YASSHI) et remportent les vacants Open the Triangle Gate Championship. Le 1er juillet, ils perdent les titres contre VerserK (Shingo Takagi, Takashi Yoshida et El Lindaman).
Lors de Gate of Destiny 2017, lui et Big R Shimizu perdent contre CK-1 (CIMA et Dragon Kid) et ne remportent pas les Open the Twin Gate Championship.
Le 4 mars, il perd contre Masaaki Mochizuki et ne remporte pas le Open the Dream Gate Championship, après que l'arbitre ait été contraint d'arrêter le match.
Lors de Dead Or Alive 2018, lui  et Big R Shimizu battent ANTIAS (Eita et T-Hawk) et remportent les Open the Twin Gate Championship. 
Le 22 juillet, ils perdent les titres contre Tribe Vanguard (Yamato et BxB Hulk),.

#### Premier Heel Turn (2018-2019)
Le 6 septembre, il se retourne contre MaxiMuM et rejoint ANTIAS, reformant l'équipe Big Ben avec Big R Shimizu qui s'était auparavant retourné contre MaxiMuM et rejoint ANTIAS. Lors de Dangerous Gate, Eita annonce que ANTIAS est renommé et s'appelle dorénavant R.E.D. Plus tard dans le show, lui, Big R Shimizu, Yasushi Kanda, Takashi Yoshida et Kazma Sakamoto battent Natural Vibes (Kzy, Susumu Yokosuka, Genki Horiguchi, "brother" YASSHI et Punch Tominaga) dans un Ten-Man Tag Team Elimination Match. Après le main event, R.E.D attaque MaxiMuM et Eita et Big R Shimizu le nomine pour affronter Masato Yoshino pour le Open the Dream Gate Championship lors de Gate of Destiny le 4 novembre. Le 3 octobre, lui, PAC, Big R Shimizu et Takashi Yoshida battent MaxiMuM (Naruki Doi, Masato Yoshino et Jason Lee) et Shingo Takagi. Lors de Gate of Destiny 2018, il perd contre Masato Yoshino et ne remporte pas le Open the Dream Gate Championship. Lors de Final Gate 2018, lui et Big R Shimizu battent Tribe Vanguard (Kagetora et Yamato), Speed Muscle (Masato Yoshino et Naruki Doi) et MexaBlood (Bandido et Flamita)  dans un Four-Way Élimination Tag Team Match pour remporter les vacants Open the Twin Gate Championship pour la deuxième fois,.
Lors de Dead or Alive 2019, lui et Eita perdent contre Kaito Ishida et Masato Yoshino. Durant le match, il refuse de coopérer avec Eita et après mauvaise communication, il attaque Eita, permettant ainsi à Ishida et à Yoshino de remporter le match. Plus tard dans la soirée, après que Shimizu est perdu le "Bonds" Steel Cage Survival Five-Way Match, Shimizu et le reste du groupe se retourne contre lui, Shimizu révélant qu'il ne prévoyait jamais de viré Eita du clan, ils travaillaient ensemble tout le temps, tout en affirmant qu'Eita était le leader.

#### Face Turn et Open the Dream Gate Champion (2019-2020)
Lors de Kobe Pro-Wrestling Festival 2019, il bat PAC et remporte le Open the Dream Gate Championship,,.
Lors de Final Gate 2019, il perd son titre contre Naruki Doi.

#### Guerre des Générations et High-End (2020–2022)
Le 29 février, lui, Dragon Dia et Strong Machine J battent Toryumon (Ryo Saito, Kenichiro Arai et Dragon Kid) et remportent les Open the Triangle Gate Championship. Lors de Dangerous Gate 2020, ils perdent les titres contre R.E.D (Diamante, H.Y.O et Takashi Yoshida).
Lors de Final Gate 2020, il perd son match contre Shun Skywalker pour le Open the Dream Gate Championship et subit une commotion cérébrale pendant le match.

#### Gold Class (2022–..)
Le 9 septembre, lors d'un match entre High-End et Gold Class, il chasse Minorita dans les coulisses, avant de revenir dans une tenue de ring avec les couleurs de la Gold Class, se retournant contre Yamato et rejoignant Gold Class.
Lors de Final Gate 2022, il perd contre Yuki Yoshioka et ne remporte pas le Open the Dream Gate Championship.

## Palmarès
- Dragon Gate
  - 1 fois Open the Dream Gate Championship
  - 2 fois Open the Twin Gate Championship avec Big R Shimizu
  - 3 fois Open the Triangle Gate Championship avec Naruki Doi et Big R Shimizu (1), Dragon Dia et Strong Machine J (1) et Kota Minoura et BxB Hulk (1, actuel)
  - King of Gate (2019)
  - Ashiyanikki Cup 6 Man Tag Team Tournament (2020) avec Dragon Dia et Strong Machine J